# Léon Govaerts
Pour les articles homonymes, voir Govaerts.

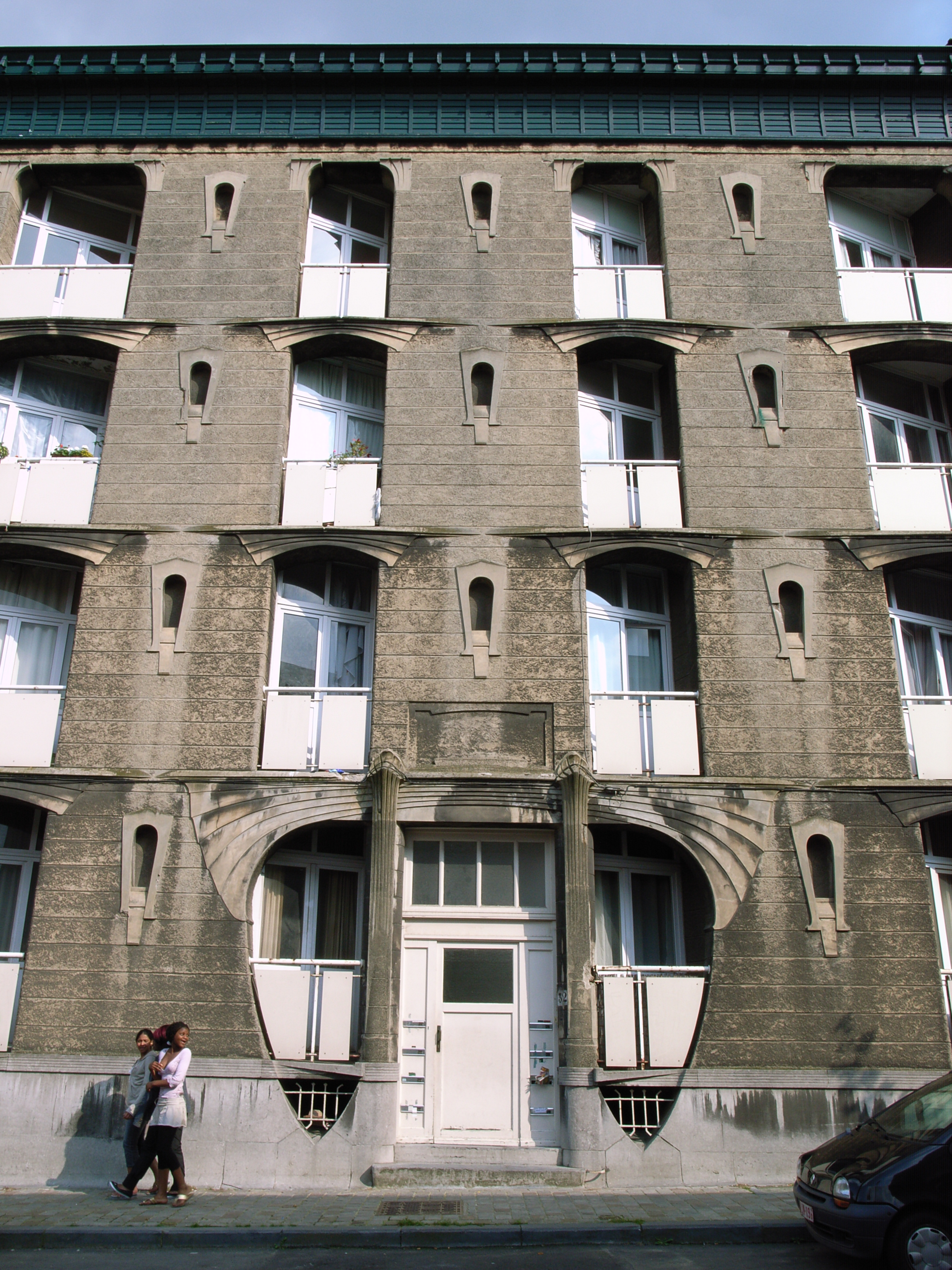
Habitations sociales, rue Marconi 32-40.

Léon Govaerts (Saint-Josse-ten-Noode, 5 avril 1860 - Saint-Gilles, 30 décembre 1930) est un architecte belge de la période Art nouveau qui fut actif à Bruxelles.
Léon Jean Joseph Govaerts ne doit pas être confondu avec son neveu, l'architecte Art déco Léon Emmanuel Govaerts (1891-1970).

## Biographie
Léon Govaerts est issu d'une famille de décorateurs et commença sa carrière comme dessinateur chez l'architecte Ernest Hendrickx. 
Il a poursuivi sa formation dans l'atelier de son père qui l'envoya se perfectionner en Angleterre puis à Paris, où il travailla durant trois ans. 
De retour à Bruxelles en 1885,  il participa à plusieurs concours et emporta le concours organisé pour la construction de l'hôtel de ville de Tubize qu'il réalisa dans le style néo-Renaissance flamande (1888-1892). Parallèlement à sa carrière d'architecte, il enseigna le dessin à l'École Normale des arts du dessin de Saint-Josse-ten-Noode
Il s'orienta ensuite vers un style Art nouveau tempéré mais de grande qualité.

## Style
Léon Govaerts s'inscrit dans la tendance « Art nouveau floral » initiée par Victor Horta (par opposition à la tendance « Art nouveau géométrique » initiée par Paul Hankar).

## Réalisations

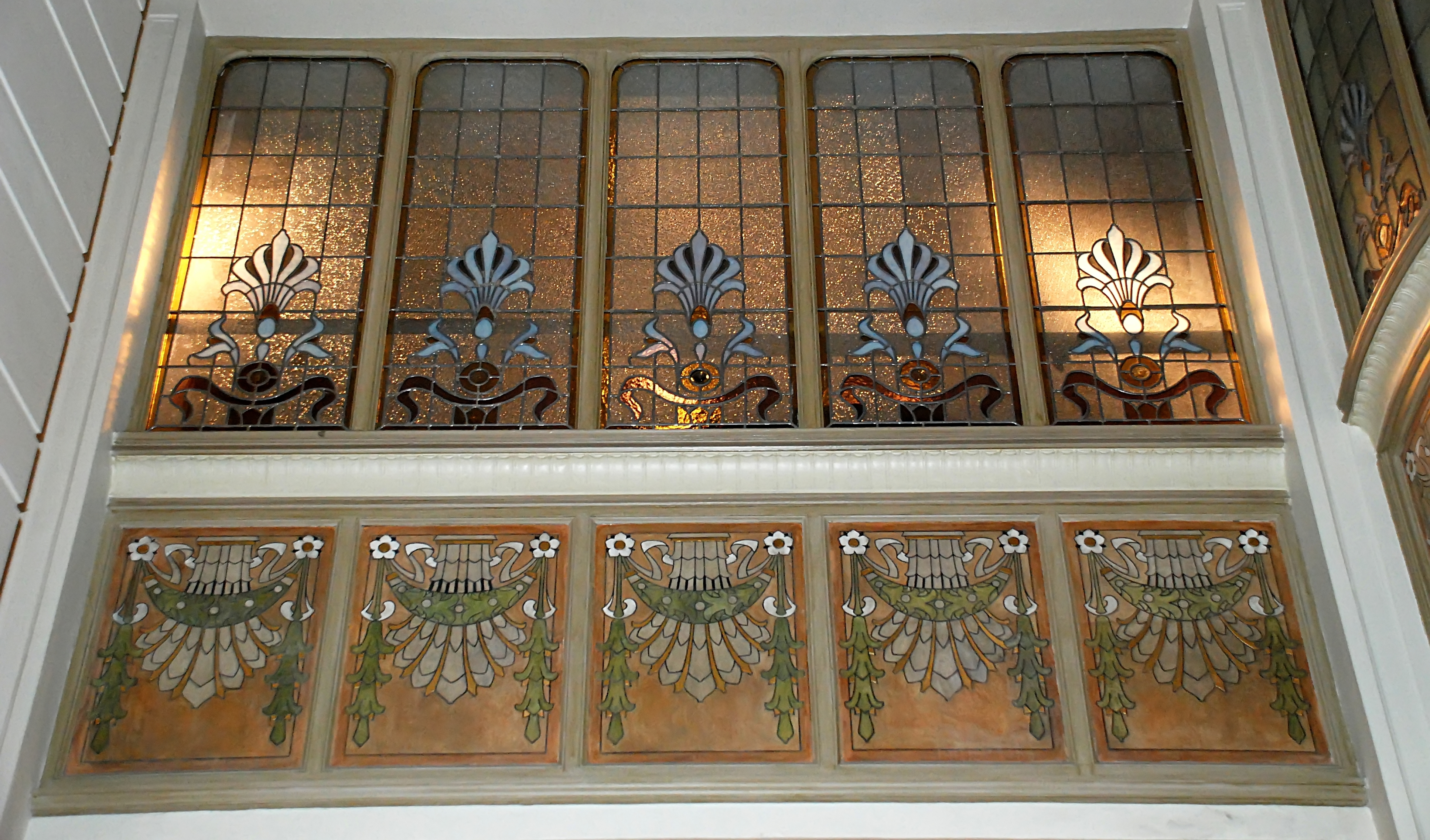
Hôtel Gresham.

Les œuvres les plus marquantes de  Léon Govaerts sont :
- l'Hôtel Gresham, ancien siège de la Gresham Life Assurance Society, situé Place Royale à Bruxelles
- la Maison Govaerts, sa maison personnelle située au n° 112 de la rue de Liedekerke à Saint-Josse

### Immeubles de style «Art nouveau»
- 1895 : aménagement de la Maison Hèle, rue Joseph II, 18

maison de style éclectique du milieu du XIXe siècle réaménagée dans un esprit Art nouveau
verrière Art Nouveau, cheminée à décor Art nouveau, plafond décoré par Henri Privat-Livemont
devenue « Maison de la Francité » depuis 1976
- 1898-1900 : Hôtel Defize, avenue Palmerston, 14
- 1899 : Maison personnelle de Léon Govaerts située rue de Liedekerke n° 112 à Saint-Josse

immeuble néo-classique transformé en 1899 par Govaerts dans l'esprit Art nouveau
- 1901 : avenue Palmerston, 18
- 1901 : Habitations sociales Marconi, rue Marconi 32 à Forest[1],[2]
- 1902 : rue Saint-Josse, 13-15
- 1902 : entrée monumentale du cimetière de Saint-Josse, rue Henri Chomé (Art nouveau mêlé d'influences étrusques)
- 1903 : Hôtel Gresham, ancien siège de la Gresham Life Assurance Society à Bruxelles, place Royale n° 3

### Immeubles de style éclectique
- 1882-1992 : Hôtel de ville de Tubize[3]
- 1891 : Rue Defacqz, 72[3]
- 1908-1911 : Maison communale de Saint-Josse, avenue de l'Astronomie, 13 (style Beaux-Arts)[3]

Seul le mobilier Art Nouveau de la salle du Conseil a été réalisé par Léon Govaerts vers 1897.

### Immeubles Art déco
- 1930 : L'Espérance, transformation en café.